# Pinell
Pinell (oficialmente y en catalán Pinell de Solsonès) es un municipio español de la provincia de Lérida, situado en la parte suroccidental de la comarca del Solsonés, comunidad autónoma de Cataluña.

### Núcleos de población
Pinell está formado por cinco núcleos o entidades de población. 
Lista de población por entidades:
| Entidad de población | Habitantes (2016) |
| -------------------- | ----------------- |
| Madrona              | 27                |
| Miraver              | 23                |
| Pinell               | 24                |
| Cellent              | 30                |
| San Climes           | 109               |
| Fuente: Municat      |                   |

## Geografía humana

### Demografía
Cuenta con una población de 203 habitantes (INE 2024).
| Gráfica de evolución demográfica de Pinell de Solsonès entre 1842 y 2021 |
| |
| Población de derecho según los censos de población del INE Población de hecho según los censos de población del INEEn estos censos se denominaba Pinell: 1842, 1857, 1860, 1877, 1887, 1897, 1900, 1910, 1920, 1930, 1940, 1950, 1960, 1970 y 1981 Entre el censo de 1857 y el anterior, crece el término del municipio porque incorpora a 255117 (Cellent), 255219 (Madrona), 255239 (Miraver), 255330 (Sant Climes) |

| 1900 | 1930 | 1950 | 1970 | 1981 | 1986 |
| ---- | ---- | ---- | ---- | ---- | ---- |
| 758  | 729  | 736  | 450  | 326  | 273  |

## Lugares de interés
- Castillo de Madrona
- Castillo de Sallent (Pinell)